# Fitou
Fitou es una localidad  y comuna francesa, situada en el departamento del Aude, en la región administrativa de Languedoc-Rosellón y región natural de las Corbières.
A sus habitantes se les conoce en idioma francés por el gentilicio Fitounais.

## Cultura y productos
Es una comuna con grandes extensiones dedicadas al cultivo de cepas y vides,  es un centro de producción vinícola de:
- Vins de pays, equivalente a la categoría española de "vinos de la tierra" de la denominación de origen Vin de pays des Coteaux du Littoral Audois, establecida por Decreto 2000/848 del 1 de septiembre de 2000.
- Vinos con la denominación de origen AOC Fitou

## Demografía
| 544 | 555 | 537 | 542 | 579 | 676 |
| Para los censos de 1962 a 1999 la población legal corresponde a la población sin duplicidades (Fuente: INSEE [Consultar]) |     |     |     |     |     |

(Población sans doubles comptes según la metodología del INSEE).

## Personalidades relacionadas con la comuna
- Armand Gauthier